# 双水碾街道
双水碾街道，是中华人民共和国四川省成都市成华区下辖的一个乡镇级行政单位。

## 行政区划
双水碾街道下辖以下地区：
站北路社区、东沙路社区、花径路社区、红花堰社区、荆竹社区和横桥社区。